# Ancestry.com
Ancestry.com LLC е американска компания за генеалогия със седалище в Лихай, Юта. Най-голямата в света генеалогична бизнес компания управлява мрежа от уебсайтове за генеалогия, исторически записи (документи) и свързана генетична генеалогия. Тя е собственост на Blackstone Group, която придобива компанията на 4 декември 2020 г. в сделка на стойност 4,7 млрд. долара.
Към 2022 г. компанията заявява, че е предоставила достъп до 30 милиарда исторически записи, което е три пъти повече от данните от ноември 2018 г. (тогава 10 милиарда записа). През 2018 г. тя съобщава също, че има 3 милиона абонати срещу заплащане и че е продала 18 милиона ДНК комплекти на клиенти. Към 2023 г. Ancestry е най-големият доставчик на потребителски ДНК тестове в света с мрежа от над 25 милиона потребители, а ДНК тестовете на Ancestry вече се предлагат в 128 държави.
Освен основния си уебсайт, Ancestry поддържа специфични за всяка страна версии за Австралия, Канада, Франция, Германия, Италия, Мексико, Швеция и Обединеното кралство.

## AncestryDNA
AncestryDNA е дъщерно дружество на Ancestry LLC. AncestryDNA предлага директен за потребителите генеалогичен ДНК тест. Потребителите предоставят проба от своята ДНК на компанията за анализ. След това AncestryDNA използва ДНК последователностите, за да направи извод за семейните връзки с други потребители на AncestryDNA и да определи „регионите на предците“ (преди това "оценка на етническа принадлежност"). През юли 2020 г. компанията твърди, че базата ѝ данни съдържа 18 милиона завършени ДНК комплекти, закупени от клиенти.
AncestryDNA обикновено се използва при донорско зачеване, за да се открият биологичните братя и сестри, а в някои случаи и при донорство на сперма или донорство на яйцеклетка.
Самото изследване се извършва от компанията Quest Diagnostics.
AncestryDNA предлага възможността да се участва в техния проект „Човешко разнообразие“ – „научноизследователски проект, целящ да помогне на учените да разберат по-добре историята на населението, движенията на населението и човешкото здраве“.
Членовете могат също така да заплатят допълнителна такса за достъп до ДНК белези, които варират от прогнозни физически белези до ограничени здравни данни.

## Допълнително четиво
- de Groot, Jerome. Ancestry.com and the Evolving Nature of Historical Information Companies //  The Public Historian 42 (1).   2020. DOI:10.1525/tph.2020.42.1.8. с. 8–28.